# Християнство на Тайвані
На Тайвані (Китайська республіка) є християнська меншина, яка становить близько 3,9% населення. Приблизно половина християн Тайваню є католиками, а половина — протестантами. Через невелику кількість практикуючих християнство суттєво не вплинуло на китайську культуру острівної держави Хань. Кілька окремих християн присвятили своє життя благодійній діяльності на Тайвані, ставши відомими та популярними, наприклад, Джордж Леслі Маккей (пресвітеріанець) і Нітобе Іназо (методист, пізніше квакер).
Кілька президентів Тайваню були принаймні номінальними християнами, включаючи засновника країни Сунь Ятсена (конгрегаціоналіста), Чан Кайші та його сина Чан Чінг-куо (обидва методисти) та Лі Тенг-хуей (пресвітеріанця). Ма Інцзю, очевидно, отримав католицьке хрещення в ранньому підлітковому віці, але не ототожнює себе з жодною релігією з китайськими народними релігійними практиками. Водночас Пресвітеріанська церква Тайваню була ключовим прихильником прав людини та Демократичної прогресивної партії, позиція якої протиставлялася багатьом із перерахованих вище політиків.
Низка конфесій прибули на острівну державу після вигнання іноземних місіонерів з Китаю та відступу націоналістичних військ на Тайвань у 1949 році. Те саме стосується Уітнесса Лі та співробітника Вочмана Ні, засновника руху «Помісні церкви» або «Зал церковних зборів».

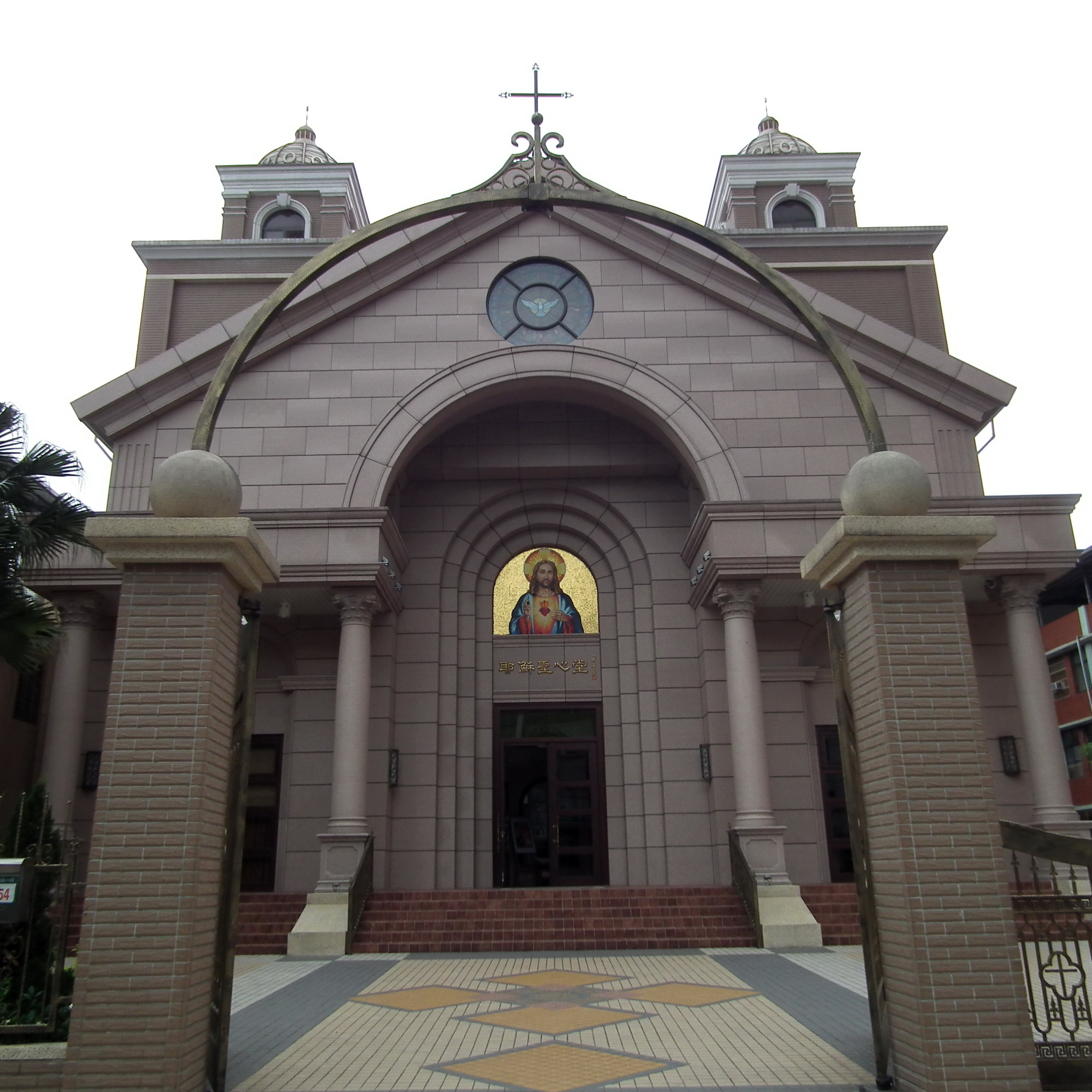
Католицька церква Святого Серця Ісуса в Шуліні, Новий Тайбей

## Католицизм
Тайвань був частиною місіонерської юрисдикції з 1514 року, коли він був включений до єпархії Фуншал (Португалія). У 1576 році в Макао була заснована перша китайська єпархія, яка охоплювала більшу частину материкового Китаю, а також Тайвань. Єпархія кілька разів поділялася з 16 по 19 століття; у хронологічному порядку Тайвань належав єпархіям Нанкін (1660), Фукіен (1696) і Амой (1883). У 1913 році було засновано Апостольський вікаріат острова Формоза (Тайвань), який був відокремлений від єпархії Амой. У 1949 році його перейменували на Гаосюн.
До кінця Другої світової війни католицька церква мала дуже незначну присутність на Тайвані, головним чином на півдні острова та зосереджена на іспанських домініканських священниках, які прибули з Філіппін у 1860-х роках. У наступні роки відбулася масова міграція релігійних громад з материкового Китаю, коли почалися комуністичні переслідування. Як наслідок, католицька церква має багато іммігрантів, які розмовляють мандаринською післявоєнною материковою частиною, і є недостатньо представленою серед корінних тайванців.
З 1952 року папський інтернунцій у Китаї був розміщений на Тайвані, і зараз це одна з останніх значущих офіційних дипломатичних зв’язків Республіки Китай (Тайвань).

## Протестантизм
Китайська баптистська конвенція та її попередники планували місію на Тайвані з 1936 року. Його перший місіонер прибув у 1948 році. Активність розкручувалась у 1950-х роках. Оскільки баптистські церкви керуються конгрегаціями, CBC є не стільки деномінацією, скільки спільною асоціацією незалежних церков. Він підтримує Тайванську баптистську теологічну семінарію (з 1952 р.).
Тайванські методисти побудували церкву в Тайбеї в 1953 році. Національна організація отримала автономію в 1972 році, а в 1986 році призначила свого першого єпископа.
Єпископальна єпархія Тайваню (заснована в 1954 році) належить до провінції VIII Єпископальної церкви США.
Лютеранська церква Тайваню почала збиратися в 1951 році та отримала офіційне визнання в 1954 році. Одна з кількох лютеранських конфесій на Тайвані, вона стверджує, що має 18 000 охрещених членів.
У 1951 році адвентисти заснували Тайванський адвентистський коледж, а в 1955 році — Тайваньську адвентистську лікарню.

У місті Тайбей розташований храм Церкви Ісуса Христа Святих останніх днів.

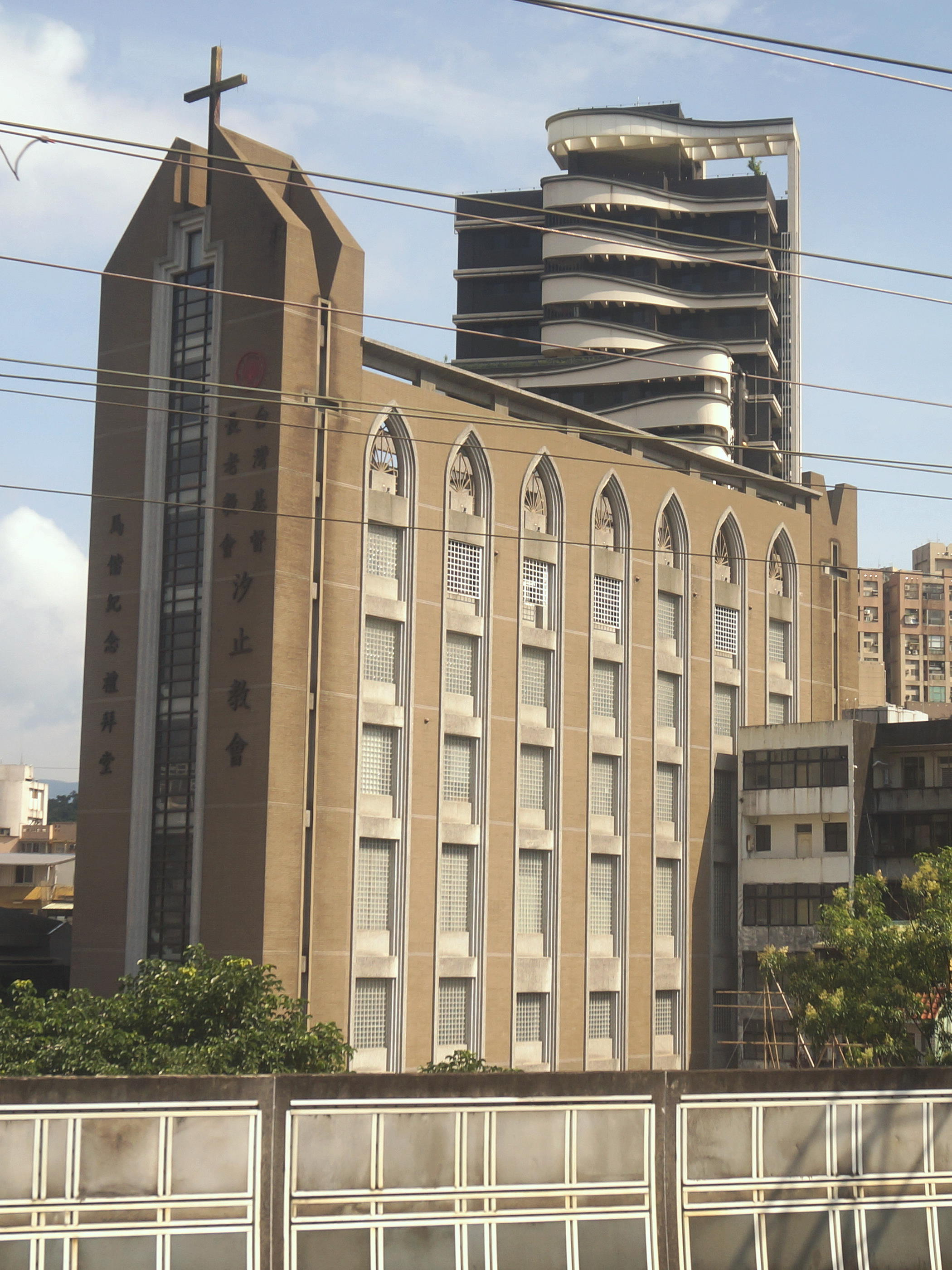
Пресвітеріанська церква Січжі в Новому Тайбеї
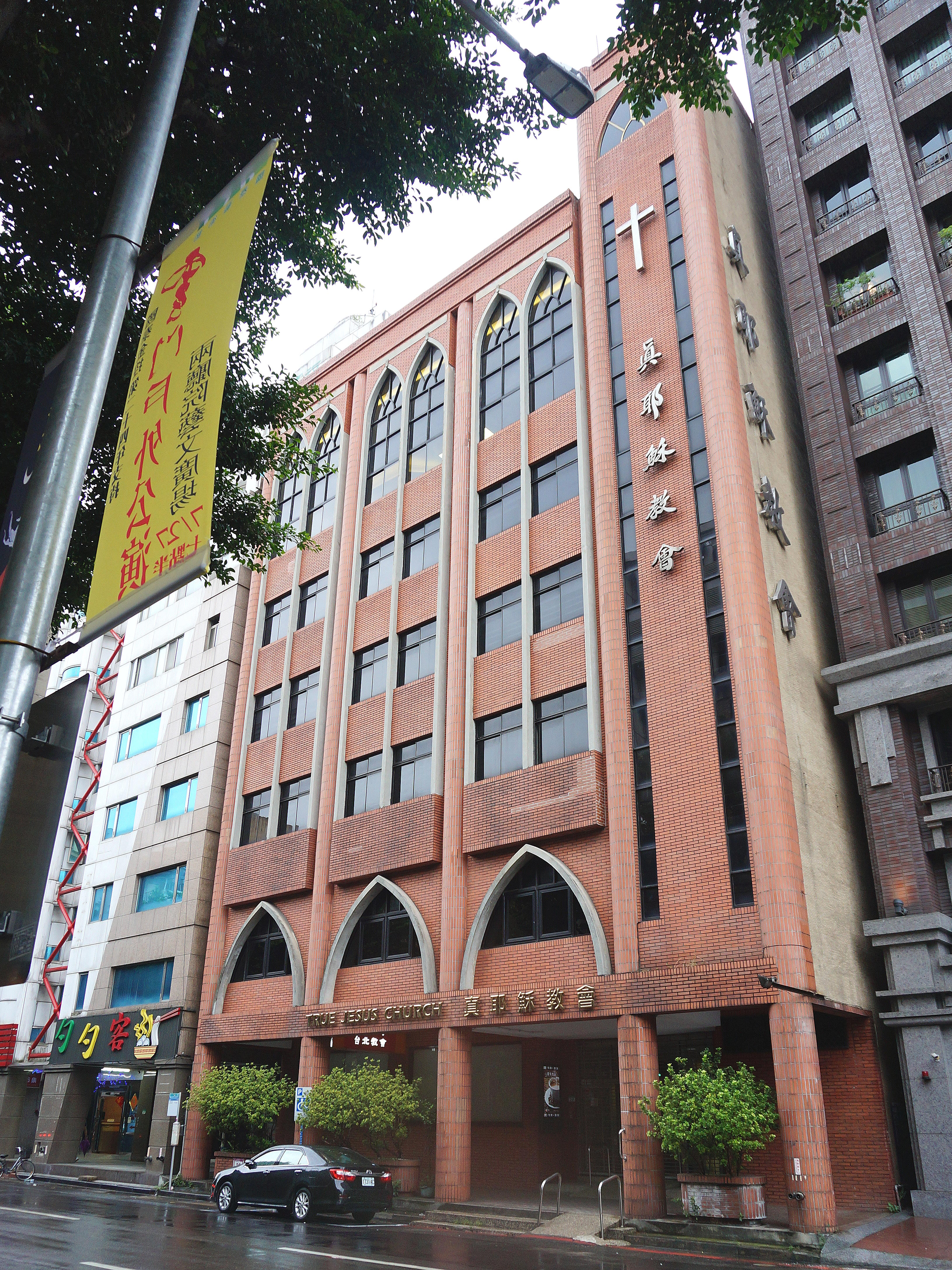
Істинна церква Ісуса
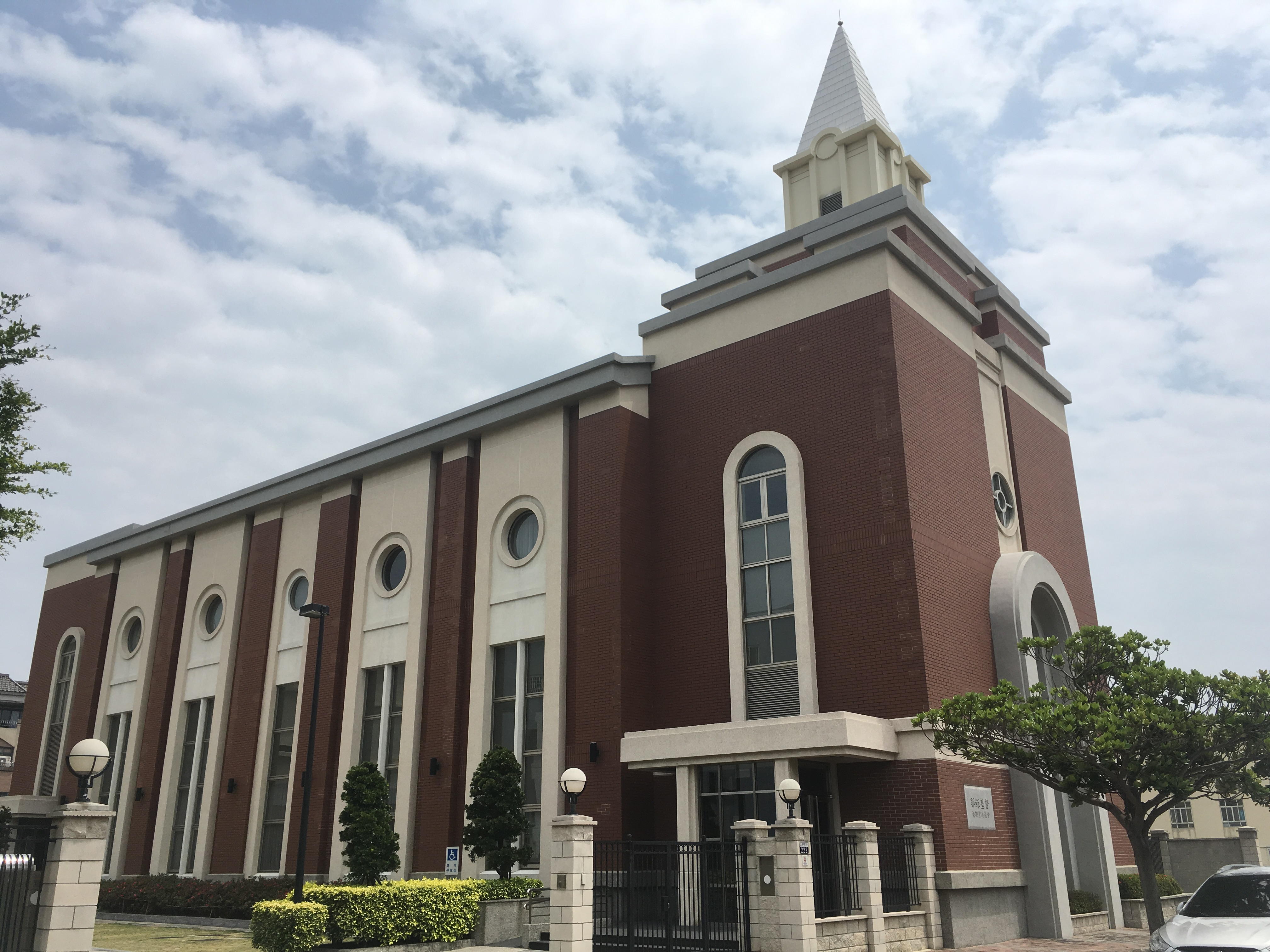
Будинок зборів Церкви Ісуса Христа Святих Останніх Днів у Шалу, Тайчжун

## Свідки Єгови
У 2020 році кількість Свідків Єгови становила 11379 активних вісників, об’єднаних у 190 громад.